# 高知高陵交通
高知高陵交通株式会社（こうちこうりょうこうつう）は、高知県交通と梼原観光自動車により1998年5月に設立された路線バス・貸切バス事業者で、高知県交通及び県交北部交通・梼原観光自動車から須崎市、高岡郡などの路線を引き継いで運行している。高知県代替バス事業協同組合に加盟。

## 営業所
- 本社・須崎営業所 （高知県須崎市新町二丁目130）
- 梼原営業所 （高知県高岡郡檮原町檮原1629番地2）

## 現行路線
須崎 - 高岡線
- 須崎本社営業所 - 須崎駅前 - 須崎ゆたか前 - 須崎市役所前 - 市野々 - 家俊 - 北原 - 高岡営業所 - 土佐市民病院 - 高岡営業所
- 須崎本社営業所 - 須崎駅前 - 須崎ゆたか前 - 須崎市役所前 - 市野々 - 家俊 - 北原 - 高岡営業所
  - 2019年10月1日とさでん交通より移管。2024年10月1日高岡営業所・西芝間廃止。

須崎～梼原線
- 須崎本社営業所 - 須崎駅前 - 中村分岐学校前 - 津野町役場本庁舎前 - 杉ノ川 - 新田 - ゆすはら営業所 - 梼原町役場 - ゆすはら営業所

矢井賀～須崎線(須崎市、中土佐町から運行を委託。)
- 須崎営業所 - 須崎駅前 - 大間 - 岩永 - 多ノ郷駅前 - 岩永 - 大間 - 須崎駅前 - 須崎営業所 - 中村分岐 - 久礼駅前 - 上ノ加江 - 矢井賀
- 矢井賀 - 上ノ加江 - 久礼駅前 - 中村分岐 - 須崎駅前 - 須崎営業所
- 矢井賀 - 上ノ加江 - 久礼駅前

梼原～松原線
- 梼原～川口～初瀬～中平～松原

梼原～越知面～永野線
- 梼原～越知面
- 梼原～越知面～太田戸～越知面～永野

梼原～日吉線
- 梼原～仲間～中屋敷～日吉(駅前)

梼原～竜王・坪の田線
- 梼原～丸太～四万川～竜王
- 梼原～丸太～四万川～坪の田
- 丸太～四万川～竜王
- 丸太～四万川～竜王～四万川～坪の田

梼原～丸太線
- 梼原～仲間～西の川～丸太

## 廃止路線
宇佐～浦ノ内～須崎線（2009年頃廃止）

## 車両
車両は日野自動車が中心だが、日産ディーゼル（当時、現「UDトラックス」）の車両も存在する。車両は高知県交通、県交北部交通及び梼原観光自動車から引き継いだものが中心となっていたが、最近は他地方からの中古車も導入している。
2024年には貸切車に三菱ふそう・エアロエース2TG-MS06GP型（170号）を旧高知県交通の高速路線車の塗装で導入。

## 備考
高知～須崎～梼原線の高知直通便の運行当時は、車両は直通するものの須崎営業所で運転士は交代（高知営業所～須崎営業所間は高知県交通の運転士が、須崎営業所～梼原は高知高陵交通の運転士がそれぞれ乗務）する形態になっていた。